# Bridgewater Center
Bridgewater Center es un lugar designado por el censo ubicado en el condado de Somerset en el estado estadounidense de Nueva Jersey. En el Censo de 2020 tenía una población de 6082 habitantes y una densidad poblacional de 401,19 habitantes por km². Fue incluido como CDP en el censo de 2020.

## Geografía
Bridgewater Center se encuentra ubicado en las coordenadas 40°35′49″N 74°38′29″O / 40.59694, -74.64139. Según la Oficina del Censo de los Estados Unidos,  tiene una superficie total de 15,16 km², de la cual 15,11 km² corresponden a tierra firme y 0,05 km² a agua.